# 齐夫拉·乔治
齐夫拉·乔治（匈牙利語：Cziffra György，匈牙利語發音：[ˈt͡sifrɒ ˈɟørɟ]；1921年11月5日—1994年1月15日），法国匈牙利裔钢琴家、作曲家。

## 生平

### 童年
齐夫拉·乔治的父亲是个曾在巴黎表演欽巴龍的罗姆人，一战时法国将所有敌对国的公民驱逐出境，齐夫拉的父亲由于是匈牙利公民而被拘。齐夫拉的母亲和两个姐姐不得不离境返回布达佩斯，一家人在沼地上的棚屋里艰难度日，父亲释放后，齐夫拉在这样的贫穷条件下出生。齐夫拉很小就表现出钢琴天赋，五岁时他跟随一个马戏团为观众即兴表演，这段经历虽然持续只有几周，但给齐夫拉与众不同的钢琴风格刻上了深深的烙印。
齐夫拉九岁即被家乡布达佩斯的李斯特音乐学院收为史上最年轻的学生，师从多赫南伊·埃尔诺，16岁时他的演出足迹已经踏遍了匈牙利、荷兰和斯堪的纳维亚地区。

### 二战
1941年，齐夫拉和时任埃及驻布达佩斯大使的女儿绍莱伊卡（Soleilka Abdin）结婚，然而第二年他就被匈牙利征召入伍，派往乌克兰的东部前线。1943年冬季，齐夫拉受邀到部队食堂为德国军官弹琴，在场一位将军听后十分欣赏，邀请齐夫拉前往柏林和理查德·斯特劳斯会面，并给他24小时做出决定。考虑到妻子和自己的“非雅利安”血统，齐夫拉深知不能接受这个邀请。返回营地的途中，齐夫拉碰到守卫火车的两名战友，他把刚从将军处获赠的白兰地“贿赂”给二人，成功开火车逃离。慌乱的逃亡开始不久，齐夫拉就被苏联游击队捕获，在矿洞里艰难度日，后来俄军将他送往古拉格集中营。两年之后，他重新加入苏联红军率领的匈牙利军队，成为一名坦克指挥官。

### 出逃
1946年复员之后齐夫拉终于回到布达佩斯和家人团聚，跟他父亲当年一样，齐夫拉到巴黎的咖啡馆和卡巴莱弹琴赚钱度日。二战后的匈牙利全面斯大林化，试图带家人逃至西方的齐夫拉没有成功，1950至1953年间被罚强迫劳动。劳改营沉重的劳动令齐夫拉的手臂受伤，后来演出时他经常在右手腕带一个皮制护具。匈牙利1956年革命爆发前夕，齐夫拉成功演出了巴托克的第二钢琴协奏曲，第二天他就带着家人趁着混乱的形势出逃，徒步两周后成功抵达奥地利。1956年11月17日，齐夫拉在维也纳金色大厅的首演引起轰动，美国杂志《纽约客》为此特地撰写了音乐评论，称赞齐夫拉“完美的八度技术，惊人的速度和灵活性，很少使用踏板，极具音乐性的手指和大脑完成的精彩演出”。这一年齐夫拉已经三十五岁，作为一名钢琴家，他的职业生涯开始很晚。

### 法国
在维也纳首秀后不久，齐夫拉在巴黎举办了一场钢琴独奏会，生活重心也渐渐转到法国。经历过人生的种种坎坷之后，法国的生活对于齐夫拉来说就像“沐浴在圣水之中”（""）。为了帮助年轻钢琴家们打开知名度，齐夫拉请他们代替自己来演奏安可。齐夫拉1966年在拉谢斯迪约创办音乐节，1969年在凡爾賽创办了一个后来以自己命名的钢琴比赛，1973年他买下桑利斯一个李斯特曾经指挥过音乐会的教堂废墟，并花费心力重建。1968年，法国总统戴高乐亲自授予齐夫拉法国国籍。
除了李斯特、肖邦和舒曼，齐夫拉最常演奏贝多芬、巴托克、拉威尔、拉赫曼尼诺夫、巴拉基列夫、格里格、拉莫和库普兰等人的作品。齐夫拉之子——小齐夫拉·乔治（1942－1981）身兼钢琴家和指挥，并伴他父亲一起演出和录音。小齐夫拉先于父亲去世，法医专家判断他的死因是酗酒后意外倒在壁炉中。齐夫拉本人在儿子死后几乎没有再登过台，从此不跟乐团一起演出。
齐夫拉因肺癌引发的心肌梗死逝世于法国瓦兹省桑利斯，享年72岁。

## 作品節選

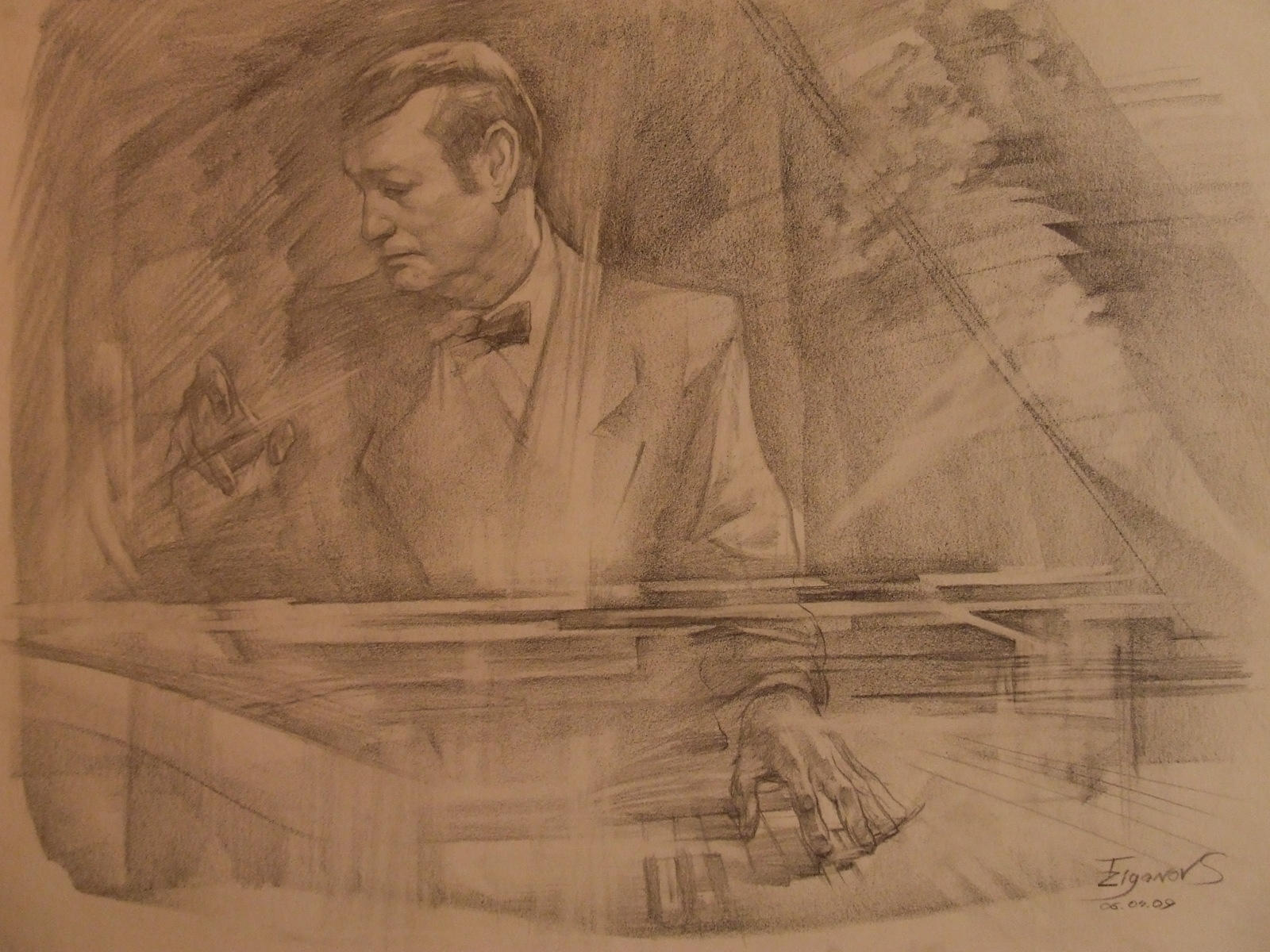
齐夫拉·乔治画像

齐夫拉最受人称赞的是他对音乐表现力的不懈追求，许多音乐家（例如阿尔弗雷德·科尔托、希普林·卡萨利斯、加布里埃拉·蒙特罗）都从他身上获得许多灵感。

### 作曲
为了“打开音乐世界一扇新的大门”，齐夫拉创作了许多钢琴改编作品：
- 李斯特：《匈牙利狂想曲》第19号
- 罗西尼：《舞曲》（La danza）
- 罗西尼：《威廉·退尔序曲》
- 里姆斯基-科萨科夫：《野蜂飞舞》
- 小约翰·施特劳斯：《闲聊波尔卡》
- 小约翰·施特劳斯：《蓝色多瑙河》
- 哈恰图良：《马刀舞曲》
- 德·法雅：《火祭舞》（Danse rituelle du feu）
- 威切伊（英语：Franz von Vecsey）：《悲伤圆舞曲》（Valse triste）
- 勃拉姆斯：《匈牙利舞曲》第1、2、3、4、5（两个版本）、6、8、9、10、12、13、16、17、19、21号

齐夫拉的钢琴原创作品：
- 《罗马尼亚幻想曲》（La Fantaisie roumaine）
- 《庄严序曲》（Ouverture Solonnelle）
- 《吉尔伯特的牧歌》（Pastorale pour Gerbert）

### 商業錄音
- (CD). 20世紀偉大鋼琴家（英语：Great Pianists of the 20th Century） 23. Philips Classics. 1999. 456 760-2.

## 延伸阅读
- Elizabeth Loparits. . University of North Carolina at Greensboro. 2008  [2017-07-11]. （原始内容存档于2020-08-13） （英语）.
- Adolph Kurt Böhm. . München: Morisken Verlag. 2014: 145－158. ISBN 978-3-944596-08-2 （德语）.